# Segunda Guerra Luso-Congo
A Segunda Guerra Luso-Congo foi um breve conflito armado travado em Angola entre Portugal e o Reino do Congo.

## História
Em 1655, cinco anos após a ratificação do tratado de paz que pusera fim à primeira guerra entre Portugal e o Congo, o governador de Angola Luís Martins de Sousa Chichorro escreveu para Lisboa a pedir autorização para declarar novamente guerra ao Reino do Congo. O rei congo, D. Garcia II, encontrava-se em guerra civil com os seus súbditos, nomeadamente o príncipe do Sonho e o marquês de Pemba, albergava no seu exército numerosos escravos fugidos de Luanda, cobrava elevados impostos aos comerciantes portugueses nas travessias dos rios, hostilizava os padres Capuchinhos associados à Propaganda Fide no seu reino e recusava-se a pagar o tributo de 900 motetes ou cestos de fazendas combinados no tratado de paz. O rei D. João IV, porém, não consentia com uma declaração de guerra aberta ao rei do Congo.

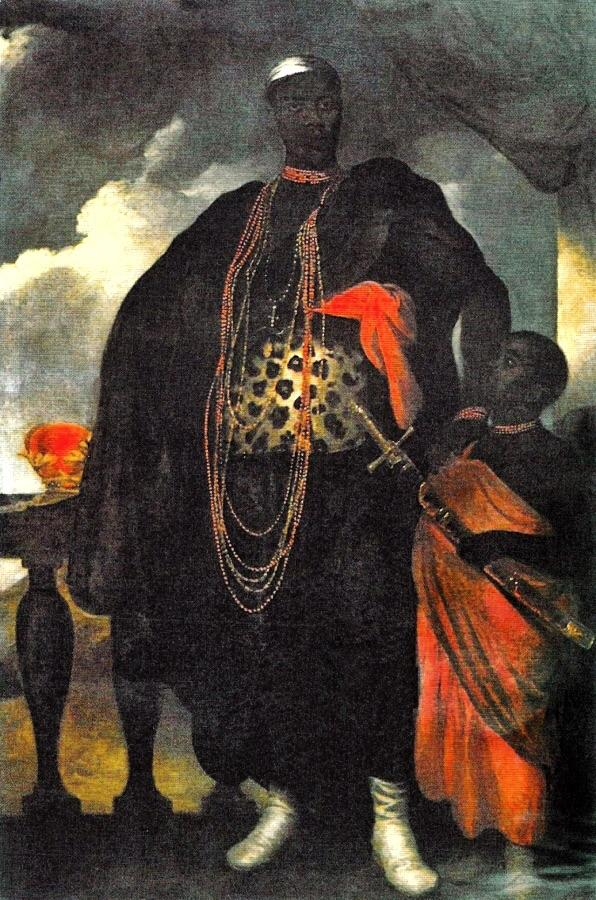
O rei Garcia II do Congo.

O Congo encontrava-se por então já em declínio e a capital, São Salvador, reduzida a 500 fogos.
A 19 de Abril o governador instou o rei a pagar o tributo devido e a devolver os escravos fugidos mas não obteve resposta. Chegado a Luanda um apelo de socorro enviando pelo marquês de Pemba, a 9 de Junho de 1657 o governador Sousa Chichorro reuniu com as autoridades camarárias e eclesiásticas de Luanda e deliberou declarar imediatamente guerra ao rei do Congo. Isto recebeu a aprovação de D. Luísa de Gusmão, que entretanto assumira a regência de Portugal após a morte de D. João IV.
Reunido na fortaleza de Massangano, o exército português, comandado por Diogo Gomes de Morales, avançou para o Congo, tendo sido reforçado em Camulemba; atravessou o rio Bengo e o Dande e invadiu o território do marquês de Manilumbo, a quem os portugueses infligiram uma derrota. Até ali haviam chegado os portugueses na campanha de 1623 ordenada pelo governador João Correia de Sousa. Dali os portugueses entraram em Bamba e acamparam na banza, ou cidade do seu duque mas agora os soldados portugueses recusaram-se a atravessar o rio Loge, que acreditavam ser o mítico "rio do esquecimento" e que quem o atravessasse não seria mais visto, para além de que o marquês de Pemba já havia sido decapitado.
Ao saber do ataque português, o rei D. Garcia II prometeu cumprir as exigências do governador e foram seladas as pazes.